# Предсказание конца Википедии
Различные публикации и комментаторы выдвинули ряд предсказаний конца Википедии.

## История
Около 2005 года, когда Википедия стала уже хорошо известной, один за другим стали появляться сценарии её обречённости, основанные на различных допущениях и предположениях. Например, одни заявляли об ухудшении качества статей Википедии, в то время как другие говорили о том, что потенциальные редакторы отворачиваются от неё. Предсказатели конца Википедии предполагают, что появится соперничающий с ней веб-сайт, который в итоге затмит её, или что разногласия внутри сообщества Википедии приведут к краху Википедии как проекта.
Некоторые предсказания представляют критику Википедии роковым изъяном, а некоторые продолжают предсказывать, что другой веб-сайт будет делать то, что делает Википедия, но без этого рокового изъяна, что, таким образом, сделает из него губителя Википедии, захватившего внимание и ресурсы, которые в настоящее время получает Википедия. Существует множество сетевых энциклопедий; предполагаемые замены Википедии включают теперь уже закрытую Google Knol, Wolfram|Alpha и AOL Owl. Активный критик Википедии Ларри Сэнгер создал целую серию сайтов — «замен Википедии», в том числе «википедию на блокчейне», но никакой из этих проектов заметного развития не получил (некоторую известность обрёл проект 2006 года Citizendium, когда усилия Сэнгера ещё воспринимались прессой всерьёз).
В 2021 году широко праздновалось 20-летие Википедии, вызвавшее волну публикаций в мировых СМИ. Многие публикации анализировали влияние Википедии на общество и сходились во мнении, что она приносит большую пользу и является эффективным инструментом для множества задач. Авторитетный журнал The Economist посвятил юбилею три публикации, одна из которых озаглавлена «Википедии 20 лет, и её репутация никогда не была столь высокой». Эффективность Википедии была ранее показана множеством научных исследований, которые признавали её «эффективным инструментом продвижения науки», «лучшей частью Интернета» и т. д.
В дальнейшем с появлением в бесплатном доступе технологий искусственного интеллекта (ИИ) и их стремительной популяризацией возникло много разговоров о взаимодействии или заменяемости Википедии и ИИ. Внутри Википедии произошло много инцидентов, связанных с ИИ, начались системные исследования, принимаются меры административной защиты. Одно из исследований установило, что наибольшая эффективность достигается когда ИИ привлекается не к созданию контента, а к поиску ошибок в уже созданном человеком контенте Википедии. В октябре 2024 года мировая пресса написала о создании в Английской Википедии проекта AI Cleanup, участники которого рассказали, что Википедия стала подвергаться хакерским и спамерским атакам с применением АИ, когда статьи намеренно искажаются замаскированной ложной информацией, которую трудно выявить (т. н. «подлый вандализм»). Участники организовали борьбу с этим явлением, также с применением АИ (в целом, АИ-решения давно применяются в Википедии для контроля за подозрительными правками).

### Предпосылки
Некоторые критики указывают на конкретные мистификации, ошибки, пропаганду и другое плохое содержимое и утверждают, что недостаток хорошего контента приведёт к тому, что люди найдут лучшее содержимое в других местах.
Википедия привлекает ресурсы нескольких миллионов добровольных редакторов. Десятки тысяч привносят большую часть содержимого и осуществляют контроль качества и техническое обслуживание. В 2010-м их число неуклонно росло, но иногда оно и сокращалось. Различные источники предсказывают, что, в конце концов, в Википедии останется слишком мало редакторов для того, чтобы поддерживать её работу, и она схлопнется из-за недостатка участников.
В Википедии есть несколько тысяч добровольных администраторов, которые выполняют различные функции, в том числе и функции, подобные тем, что выполняют модераторы форумов. Критики описывают их действия как суровые, бюрократические, предвзятые, несправедливые или капризные, и предсказывают, что возникшее возмущение по поводу таких действий приведёт к закрытию сайта. Некоторые из таких критиков осведомлены об обязанностях администраторов; другие же просто предполагают, что они управляют сайтом. Многие комментаторы исходят из того, что если Википедия находится в правовом поле США, значит и статьи в ней контролируются в США. Международный демократический характер контроля над статьями такие комментаторы обычно отрицают, указывая, что на самом деле народ ничем не управляет, а те, кто в это верит, наивны.

### Сокращение редакторов

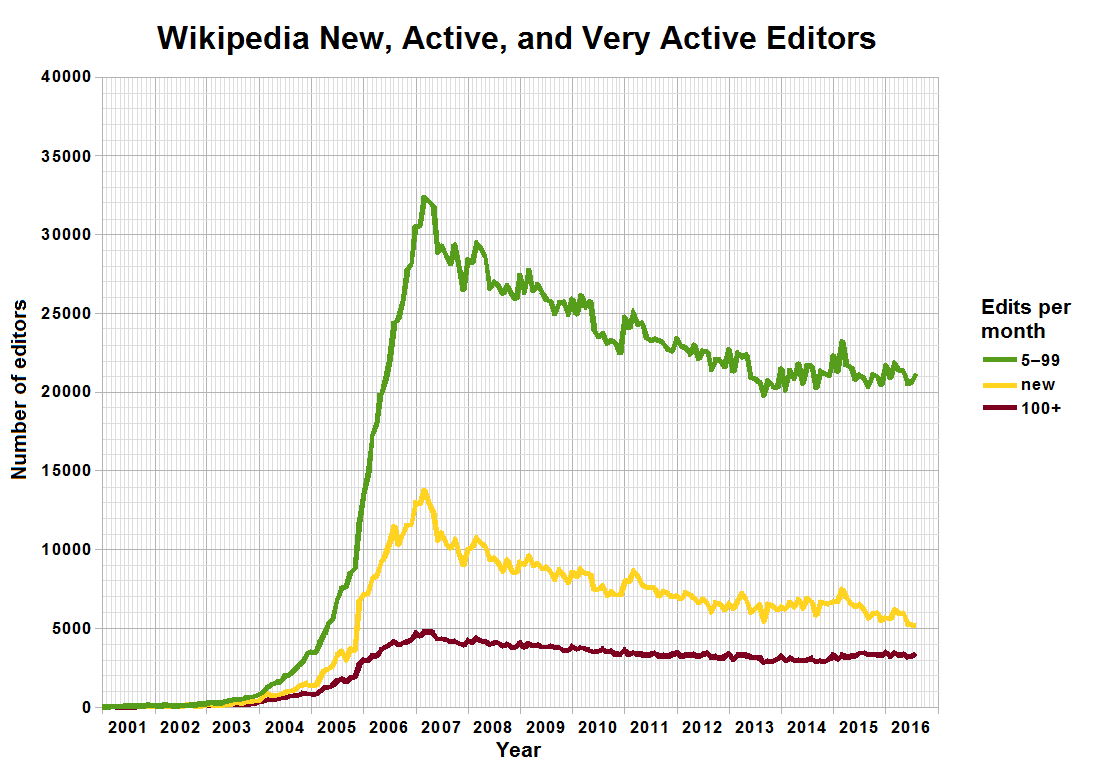
Число новичков (жёлтый), активных (зелёный) и весьма активных (коричневый) редакторов англоязычной Википедии по годам

Анализ тенденций, касающихся данных, обнародованных Викимедиа в 2014 году, гласит: «Число редакторов англоязычного раздела за семь лет сократилось на треть». Степень убыли активных редакторов английской Википедии была заявлена The Economist как существенная в отличие от статистики Википедии на других языках (неанглийская Википедия). The Economist сообщает о том, что количество участников Википедии на других языках со средним числом от пяти и более правок за месяц с 2008 года было относительно постоянным при приблизительно 42 000 редакторов в границах узких сезонных колебаний около 2 000 редакторов вверх или вниз.
Степень сокращения редакторов английской Википедии путём сравнения была отмечена в 2007 году примерно в 50 000 человек и к началу 2014 года упала до 30 000 участников. По указанному темпу сокращения число редакторов, соответствующих критерию активности в английской Википедии уменьшилось примерно на 20 000, начиная с 2007 года, и задокументированный темп данной тенденции указывает на потерю ещё 20 000 редакторов к 2021 году, что снизит до 10 000 активных участников английской Википедии, если такая тенденция продолжится.
Учитывая то, что анализ тенденции, опубликованный The Economist, представляет количество активных редакторов Википедии на неанглийских языках остающимся относительно постоянным, поддерживающимся на уровне примерно 42 000 активных редакторов, то такой контраст указывает на эффективность Википедии на этих языках сохранять своих активных редакторов на возобновляемой и устойчивой основе. Не было сделано никаких комментариев относительно того, какое из различий в правилах между Википедией на английском и других языках могло бы стать альтернативой для эффективного смягчения степени убыли редакторов в англоязычной Википедии.
Американский учёный Эндрю Ли и английский писатель Эндрю Браун исследовали вопрос и поддержали мысль о том, что редактирование Википедии со смартфона является трудным и отталкивает новых потенциальных участников. Несколько лет подряд число редакторов Википедии падало, и Том Симонайт из MIT Technology Review говорит о том, что фактором этого являются бюрократическая структура и правила Википедии. Симонайт утверждает, что некоторые википедисты используют сложносочинённые правила и руководства для того, чтобы подминать под себя других участников, и имеют личную заинтересованность в сохранении статус-кво. Ли утверждает, что между действующими участниками есть серьёзные разногласия по поводу того, как решить эту проблему. Ли опасается за долгосрочное будущее Википедии, в то время как Браун боится того, что проблемы в Википедии останутся, а соперничающие с ней энциклопедии не смогут её заменить.

## В России
В России существует расхожее мнение о том, что «президент Путин хочет заменить Википедию Большой российской энциклопедией (БРЭ)» — оно восходит к высказыванию Путина на пресс-конференции 5 ноября 2019 года, когда он такими словами ответил на заданный ему из зала вопрос. Через два дня с опровержением такого толкования специально выступил пресс-секретарь президента Дмитрий Песков, сказав, что Википедия — это уважаемый и популярный ресурс, который никто во власти не собирается ограничивать, а ответ Путина касался отсутствия актуальной русскоязычной энциклопедии для официального использования в госучреждениях. Тем не менее, с тех пор мировая пресса регулярно ссылается на исходные слова Путина и не учитывает опровержение Пескова. Интернет-проект на базе БРЭ впоследствии стал известен как портал «Знания». Его глава Сергей Кравец в своих интервью постоянно подчёркивает, что не собирается «конкурировать с Википедией». В 2023 году проект БРЭ неожиданно прекратил финансироваться государством, сотни его сотрудников перестали получать зарплату и устроили забастовку, в 2024 году им обещали погасить задолженности по зарплатам из резервного фонда госбюджета, а БРЭ прекратила существование, оставив россиян без национальной энциклопедии.

## 20-летняя история «смертей Википедии»
Осенью 2020 года, в преддверии 20-летия Википедии, доцент кафедры коммуникационных исследований Северо-Восточного университета США Джозеф Ригл (Joseph Reagle) провёл ретроспективное исследование многочисленных «предсказаний концов Википедии», имевших место в эти 20 лет.
Он разделил волны предсказаний на периоды: «ранний рост (2001—2002)», «зарождающаяся идентичность (2001—2005)», «серийная модель (2005—2010)», «истощение участников (2009—2017)» и текущий период «(2020 — наст. время)». Для всех этих периодов нашлись характерные для каждого из них фатальные предсказания, которые ни разу не сбывались. Как итог Джозеф Ригл закрепляется в твёрдой уверенности, что конец Википедии не грозит.